# Prudence Millinery
Prudence Millinery, née en 1963, est une modiste.
Elle conçoit et crée des chapeaux pour les créateurs de mode du monde entier ainsi que pour les plus grandes maisons de couture (Vivienne Westwood, Yves Saint Laurent, Tom Ford, Biba, Julien MacDonald, Balenciaga, Lacoste, Charles Anastase, Gucci…).

## Biographie
Diplômée du Fashion Institute of Technology de New York, Prudence Millinery fit une courte carrière aux États-Unis en tant qu'acheteur pour lAssociated Merchandising Corporation. 
Elle quitte New York pour s'installer à Londres en 1986.
Elle travaille d'abord comme styliste freelance avant de suivre un cursus de modiste qui durera près de dix années auprès des plus grands stylistes anglais, afin de se spécialiser dans les chapeaux.
Tous ses chapeaux sont conçus selon les méthodes les plus traditionnelles, héritées du célèbre Rudoph, modiste attitré de la famille royale en Angleterre. 
Prudence Millinery crée sa toute première collection de chapeaux en 1991 pour sa propre maison, Prudence Millinery. 
Bergdorf Goodman et Henri Bendel, deux grands magasins spécialistes du luxe à New York, séduits par l'originalité et le professionnalisme des modèles, passent aussitôt commande.
Prudence Millinery débute en 1990 une collaboration avec la célèbre couturière anglaise Vivienne Westwood, créant pour elle les chapeaux de tous ses défilés, une association fructueuse qui se poursuit de nos jours.

## Prudence Millinery et Vivienne Westwood
En novembre 1990, Vivienne Westwood contacte Prudence Millinery et lui demande de confectionner les chapeaux de sa collection automne / hiver 1991 pour femmes.
Devant le succès emporté par les collections pour femmes, Prudence crée ensuite les chapeaux de Vivienne Westwood pour la gamme homme (man), de 1996 à nos jours.

## Yves Saint Laurent, Tom Ford, Biba, Julien MacDonald, Balenciaga, Lacoste…
Dans le début des années 1990, Prudence Millinery fabrique des chapeaux pour Balenciaga à Paris.
La maison Prudence Millinery conçoit également des chapeaux et accessoires pour cheveux pour Hardy Amies de Londres.
Parmi les clients particuliers de Prudence Millinery, on peut compter le modèle Jerry Hall, l'actrice Raquel Welch, la Princesse Diana, Joan Collins, Hugh Grant, Lady Snowden, Linda Evangelista, le modèle fétiche de Dior Bettina, l'auteur américain de best-sellers Nancy Friday, le chanteur de Duran Duran Simon Le Bon, Bryan Ferry et les Sex Pistols. 
Elle crée aussi deux collections de chapeaux prêt-à-porter pour Balfour Hats et une collection exclusive pour Le Bon Marché à Paris. 
En 1993, elle devient la responsable de l'atelier des modistes chez le célèbre chapelier Herbert Johnson dans Bond Street, et, la même année, signe la collection printemps / été de Joseph, le couturier français qui a des magasins dans toute l'Angleterre, notamment dans le quartier chic de Knightsbridge à Londres.
C'est à cette époque également que Prudence Millinery collabore avec Tom Ford dans le cadre des collections prêt-à-porter Saint Laurent rive gauche pour femmes et hommes chez Yves Saint Laurent, ainsi que pour Gucci.
Elle conçoit des bandeaux et des casquettes pour l'entreprise de vêtements de sport Lacoste à l'occasion de leur collection printemps / été 2006 à New York.
Depuis l'automne / hiver 2007, Prudence Millinery produit les chapeaux de Charles Anastase, jeune couturier français.
En 2008, dans le cadre des collections femme printemps / été et automne / hiver de la Fashion Week à Londres, Prudence Millinery entame une nouvelle collaboration avec Hector Castro pour la boutique Biba et pour le couturier anglais Julien MacDonald.

## Le Japon
En 2004, Prudence Millinery crée une gamme de bonnets pour hommes et femmes en pure soie en partenariat avec Yoshikawa – boushi Inc. à Tokyo, au Japon.
Ces bonnets sont en vente dans tous les magasins de la branche United Arrows à travers le Japon.
Elle crée des collections exclusives de chapeaux pour hommes et pour femmes pour la maison japonaise Weave Toshi, qui sont vendues dans l'ensemble des boutiques CA4LA et Test dans tout le Japon depuis l'automne 2006.
Prudence Millinery signe un contrat avec la chaîne de grands magasins Hankyu, pour qui elle dessine une collection de chapeaux pour le quotidien.

## Transmettre le savoir
Dans les années 1990, Prudence Millinery enseigne son art en collaboration avec Vivienne Westwood à la Hochschule der Künste à Berlin.
Elle enseigne aussi  à l'université de mode et de textile de Colorado State University, à la Paris American Academy (l'institut de mode pour les étudiants américains à Paris) et aux écoles de mode Mode Gakuen de Tokyo, Osaka et Nagoya.
Aujourd'hui, Prudence Millinery enseigne à l'American Intercontinental University à Londres et organise également des classes privées et des ateliers de travail dans ses studios à Londres.

## Le calendrier Lavazza 2008
Prudence Millinery a participé à la campagne de publicité et au calendrier 2008 de Lavazza.
Ses chapeaux, créations originales, illustrent les pages de mars et d'octobre de leur calendrier pour 2008.

## Distinctions
En 1996, Prudence reçoit le prix du meilleur accessoire de mode aux États-Unis (« Best Accessories Award ») par le Conseil des créateurs de mode américains pour ses collections hommes pour Vivienne Westwood.

## Publications
En mai 1991, Prudence Millinery obtint sa première couverture internationale pour la version italienne de Vogue avec un chapeau issu de sa collection privée printemps / été, photographié par Steven Meisel et porté par le modèle Linda Evangelista. Ensuite s'ensuivirent photos et articles dans des magazines et journaux comme L'Uomo Vogue, British Vogue, Vogue Italia, Vanity Fair, Elle, W et Harpers & Queen.
Ses créations apparaissent dans de nombreux livres comme : Vivienne Westwood: 34 Years in Fashion, Vivienne Westwood: An Unfashionable Life, Hats. Status, Style and Glamour.
Anna Piaggi, célèbre journaliste italienne et écrivain dans le domaine de la mode, a photographié les chapeaux de Prudence Millinery pour son livre Fashion Algebra. En janvier 2009, un livre représentant des chapeaux de Prudence fut publié par le V&A, Hats : an anthology.

## Sur le grand écran
Les chapeaux de Prudence Millinery pour Vivienne Westwood ont été sollicités à l'occasion du tournage du film Sex and the City, le film en 2008 et apparaissent dans la séquence du défilé de mode.

## Expositions
- Chapeaux : Hats, An Anthology, by Stephen Jones (Chapeaux : une anthologie par Stephen Jones) par Stephen Jones au Victoria and Albert Museum à Londres, dans la galerie Porter, du 24 février au 10 mai 2009
- Vivienne Westwood : 34 years in Fashion, Vivienne Westwood : 34 ans dans la mode,  au Victoria and Albert Museum à Londres - Cette exposition voyage à travers le monde, de la Chine au Japon (Tokyo), USA.